# Derris secunda
Derris secunda är en ärtväxtart som beskrevs av John Gilbert Baker. Derris secunda ingår i släktet Derris och familjen ärtväxter. Inga underarter finns listade i Catalogue of Life.